# 林蔡齡
林蔡齡（1922年—1947年），台灣宜蘭人，為二二八事件受難者之一，明治大學畢業。戰後，任職於台灣銀行宜蘭分行營業課，被國民政府處死於頭城媽祖廟門前。其外孫為行政院政務委員黃致達。

## 生平背景
林蔡齡是宜蘭人，畢業於宜蘭公學校（今宜蘭縣立中山國民小學），之後到基隆唸基隆高等小學校。在畢業之後，與妻子經媒人介紹而認識。然而，在未來岳父堅持之下，林蔡齡才到日本留學，明治大學畢業返臺後，與妻子結婚。回到台灣之後，在宜蘭市役所工作，二戰結束後則轉到台灣銀行宜蘭分行的營業課擔任課長。

## 遇害原因
根據家屬的說法，二二八事件發生時，林蔡齡並未反抗政府，不知為何遭捕殺，推測原因可能為二。
首先，因為當時林蔡齡的家有一半是出租給一個在《新生報》擔任記者的外省人，可能是要捉拿該記者，卻誤捉林蔡齡。
其次，當時一批軍人要領用公款，但由於沒蓋印章，手續不符，林蔡齡並未同意發款，因此得罪該批國軍，該批國軍可能利用二二八事件來公報私仇。
在監察院調查報告中則為：林氏為銀行課長，經查其受害原因，似與事件期間擔任處委會幹部及與地方官員、軍警主管曾有過節等有關。

## 遇害經過
在林蔡齡被捕之前，曾有娘家的親戚勸他要避一下鋒頭，但他自認並沒有作違法的事而拒絕。1947年 3月18日深夜、19日凌晨，宜蘭地區有7人被抓，除了林蔡齡，其他6人是: 郭章垣、蘇耀邦、葉風鼓、賴阿塗、呂金發、曾朝宜。
林蔡齡被抓後，他當時懷孕的妻子冒著違反戒嚴令的風險，到娘家通知。由於妻子家中的親戚與宜蘭外省的政要人士有所來往，因此透過這關係查詢林蔡齡的下落，但仍然毫無收穫。 
3月20日凌晨，軍方車子在頭城鄉一媽祖廟附近的小橋開不過去，決定將抓捕的7人就地解決，屍體分成二坑埋葬，一坑是郭章垣、蘇耀邦、林蔡齡，另一坑是其餘四人。有人通知林蔡齡已經枉死頭城，家人要去收屍，但軍方不准，後經地方士紳盧纘祥遊說，軍方才在夜晚撤哨，容許家屬夜間認屍運回。而且隔幾天，國軍又回到林蔡齡家中進行搜查。